# Samuel Sáiz
Samuel Sáiz Alonso, né le 22 janvier 1991 à Madrid, est un footballeur espagnol qui évolue au poste de milieu offensif au Eyüpspor.

## Biographie
Il joue un match en deuxième division espagnole ou ligue adelante avec l'équipe de Gerone. Il joue également 69 matchs en deuxième division espagnole avec le club d'Huesca, marquant 15 buts. Il inscrit 12 buts en championnat avec Huesca lors de la saison 2016-2017.
Le 10 juillet 2017, il rejoint le club anglais de Leeds United.
Le 7 janvier 2018, il crache dans un match, et reçoit une suspension de 6 matchs.